# Goldin Finance 117
Das Goldin Finance 117 (auch China 117 Tower genannt) ist ein im Bau befindlicher Wolkenkratzer im Stadtbezirk Xiqing der chinesischen Stadt Tianjin. Gemäß Guinness World Records ist er das höchste ungenutzte Gebäude der Welt.
Das Gebäude soll 128 Stockwerke über Grund haben, davon sind 11 Etagen für technische Zwecke und 117 für kommerzielle Nutzungen geplant, daher leitet sich auch der Name ab. Der ursprüngliche Bauträger des aus Stahl, Glas und Beton gebauten Hochhauses war die Firma Matsunichi Hi-Tech Ltd. In den unteren Etagen war ein Hotel geplant, während die oberen Stockwerke als Büros und Wohnungen genutzt werden sollten. Bis Anfang 2010 wurden aufgrund der Wirtschaftskrise zu dieser Zeit nur wenige Wohnungen verkauft. Ende Januar 2010 wurden die Arbeiten am Gebäude zunächst gestoppt.
2011 wurde der Bau wieder fortgesetzt. Die geplante Höhe von 597 Metern wurde im Jahr 2015 erreicht. Ende 2015 wurden sämtliche Baumaschinen und Arbeiter von der Baustelle abgezogen. Der Weiterbau des Projekts wurde eingestellt. In den chinesischen Medien wird der Zustand des Gebäudes nicht thematisiert. 2025 wurde der Weiterbau angekündigt.
Das Goldin Finance 117 und andere gescheiterte Hochhausprojekte waren der Grund dafür, dass in China im Jahr 2021 neue Regeln für Hochhäuser aufgestellt wurden. Der Neubau von Hochhäusern über 500 m ist nun grundsätzlich verboten. In Städten mit weniger als 3 Millionen Einwohnern erfordert der Bau von Hochhäusern über 150 m eine Sondergenehmigung, die aber nur für eine Höhe bis 250 m erteilt werden kann. In Städten mit mehr als 3 Millionen Einwohnern darf bis 250 m gebaut werden und ausnahmsweise bis 500 m.